# Ernest
Ernest je moško osebno ime

## Različice imena
- moške različice imena: Ernesto, Erni, Erno, Ernst, Nesti, Nestl
- ženska različica imena: Ernesta, Erna

## Tujejezikovne oblike imena
- pri Čehih in Lužiških Srbih: Arnošt
- pri Italijanih, Špancih, Portugalcih: Ernesto
- pri Nemcih, Norvežanih, Švedih: Ernst
- pri Angležih, Francozih, Poljakih idr.: Ernest

## Izvor imena
Ime Ernest je nemškega izvora. Nemško ime Ernst, latinizirano Ernestus, Ernestinus, razlagajo s starovisokonemško besedo ernust »resen«, tudi »odločen borec«.

## Izbor svetniških imen
Ernest je ime dveh svetnikov; prvi je Ernest škof (god 12. januarja), drugi Ernest opat (god 7. novembra).

## Pogostost imena
Po podatkih Statističnega urada Republike Slovenije je bilo na dan 31. decembra 2007 v Sloveniji število moških oseb z imenom Ernest: 1.177. Med vsemi moškimi imeni pa je ime Ernest po pogostosti uporabe uvrščeno na 151. mesto.

## Znani nosilci imena
- Ernest Aljančič starejši, pionir slovenskega hokeja
- Ernest Adamič, slovenski režiser
- Ernest Apfaltrer, slovenski teolog, filozof in fizik
- Ernest Hemingway, ameriški pisatelj
- Ernest Mayer, slovenski botanik
- Ernst Mayr, nemško-ameriški evolucijski biolog
- Ernest Petrič, slovenski pravnik, mednarodni politolog, diplomat

## Zanimivost
Irsko-angleški pesnik Oscar Wilde je med drugim napisal komerijo Važno je imenovati se Ernest.